# Invasión soviética de Polonia de 1939
La invasión soviética de Polonia fue una operación militar iniciada el 17 de septiembre de 1939, en los primeros compases de la Segunda Guerra Mundial, dieciséis días después de la invasión de Polonia por parte de la Alemania Nacionalsocialista. Supuso una importante victoria para el Ejército Rojo de la Unión Soviética.
A principios de 1939, la Unión Soviética intentaba formar una alianza con el Reino Unido, Francia, Polonia y Rumanía para hacer frente a la Alemania nazi pero se presentaron varias dificultades, como la negativa de Polonia y Rumanía a permitir el tránsito de tropas soviéticas a través de sus territorios por seguridad colectiva. Ante la ausencia de avance en las negociaciones, los soviéticos cambiaron su estrategia y firmaron el 23 de agosto de 1939 el Pacto Ribbentrop-Mólotov con la Alemania Nacionalsocialista. 
En consecuencia, el 1 de septiembre los alemanes invadieron el oeste de la Segunda República polaca mientras que los soviéticos invadieron la zona oriental el 17 de septiembre. El gobierno soviético anunció que actuaba para proteger a los «consanguíneos ucranianos y bielorrusos» que vivían en la parte oriental de Polonia, debido al colapso de la administración polaca tras la invasión nazi. Según los soviéticos, la administración polaca no podía ya garantizar la seguridad de sus ciudadanos.
El Ejército Rojo alcanzó pronto sus objetivos, debido a que sobrepasaba en número a la resistencia polaca. En torno a 230 000 soldados polacos, o incluso más (452 500) fueron hechos prisioneros de guerra. El gobierno soviético se anexionó territorios polacos, poniéndolos bajo su control y declarando en noviembre de ese mismo año que trece millones y medio de ciudadanos polacos, que vivían en la zona anexionada, habían pasado a ser ciudadanos soviéticos. Los soviéticos contrarrestaron la oposición mediante ejecuciones y arrestos. Cientos o miles de arrestados fueron enviados a Siberia y a otras zonas remotas de la URSS, en cuatro series de deportaciones entre 1939 y 1941.
La invasión soviética, que el Politburó llamó «campaña de liberación» y que en la historiografía soviética y rusa actual se denomina «campaña polaca del Ejército Rojo», permitió la incorporación de millones de polacos, ucranianos y bielorrusos a las Repúblicas Socialistas Soviéticas de Ucrania y de Bielorrusia. Durante la República Popular de Polonia (1945-1989), la invasión fue considerada un asunto delicado o tabú, omitida de la historia oficial con el objetivo de preservar la amistad entre los miembros del Bloque del Este.

## Preludio
Al final de los años 1930, la Unión Soviética pretendía formar una alianza contra Alemania con el Reino Unido, Francia y Polonia. Las negociaciones, sin embargo, fueron difíciles. Los soviéticos insistían en crear un círculo de influencia que abarcara desde Finlandia hasta Rumania y pidieron ayuda militar, no sólo para actuar contra cualquier país que los atacara, sino también contra cualquier organización que atacara a los países de dicha esfera de influencia.
Desde el comienzo de las negociaciones con Francia y el Reino Unido, la Unión Soviética demandó su derecho a ocupar los Estados Bálticos (Letonia, Estonia y Lituania). Finlandia también debía ser incluida en su círculo de influencia y reclamaron su derecho a actuar en Polonia, Rumanía y los Estados Bálticos cuando su seguridad se viera amenazada.
Los gobiernos de estos países rechazaron la propuesta; presentían que si el Ejército Rojo invadía su territorio nunca lo abandonaría, como señaló el ministro de exteriores polaco Józef Beck. La Unión Soviética dejó de confiar en los británicos y franceses para mantener la seguridad colectiva desde que estos rechazaron prestar ayuda a la Segunda República Española contra el Bando nacional durante la guerra civil española, o cuando renunciaron a proteger a Checoslovaquia de la Alemania nazi. De igual modo, sospechaban que los Aliados Occidentales preferirían que la Unión Soviética se enfrentara a Alemania por sí misma, mientras ellos observaban. En vista de estos intereses divergentes, la Unión Soviética abandonó el diálogo y retomó las conversaciones con Alemania.

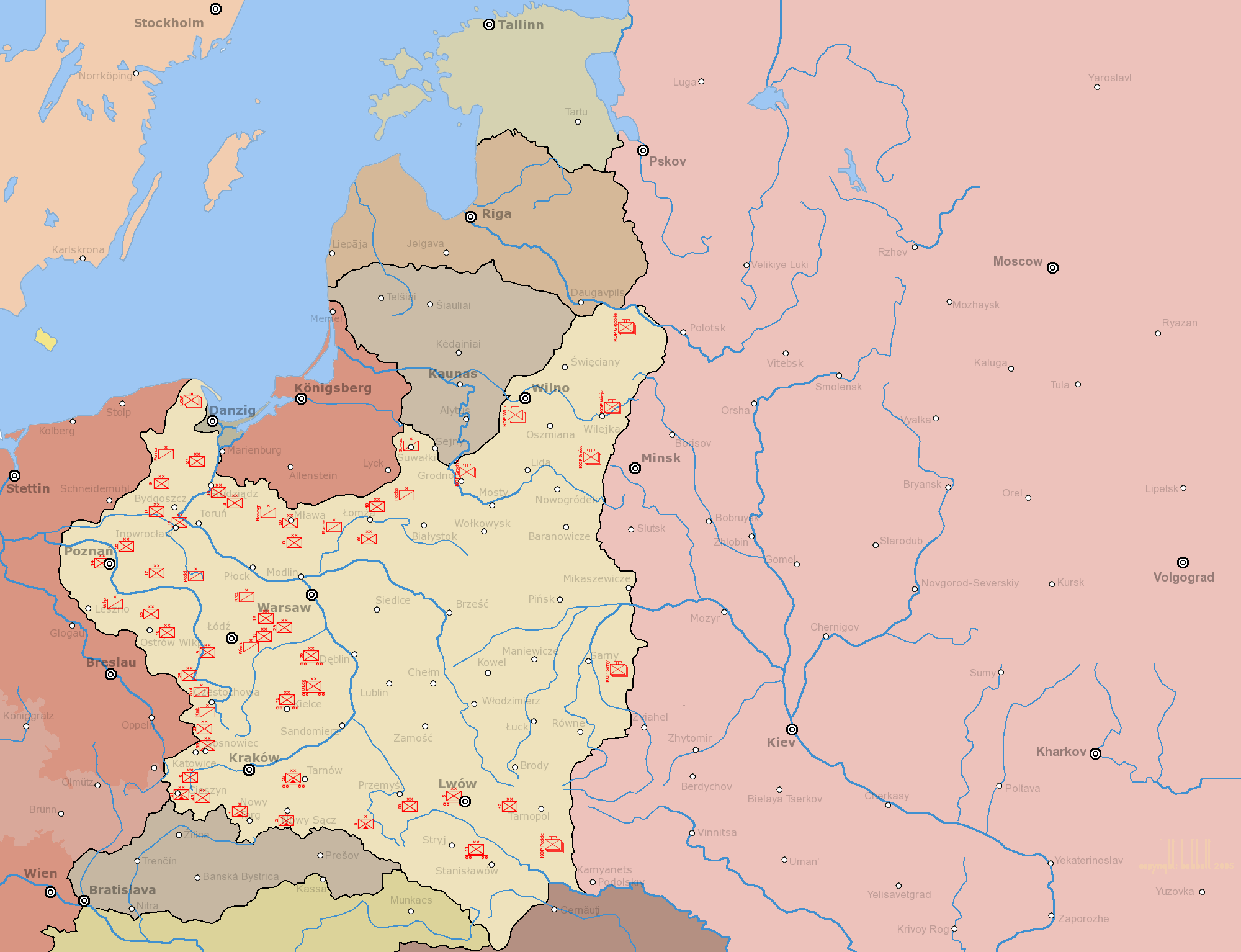
Distribución de las defensas polacas el día 1 de septiembre de 1939, fecha de inicio de la invasión alemana. La mayor parte de ellas se encontraban en la frontera alemana, lo que facilitó la invasión soviética, por la frontera oriental.

El 23 de agosto de 1939, la Unión Soviética firmó el Pacto Mólotov-Ribbentrop con la Alemania Nacionalsocialista, cogiendo por sorpresa a los Aliados. Los dos gobiernos anunciaron que el acuerdo era un mero tratado de no agresión. Sin embargo, en el Protocolo adicional secreto también acordaron repartirse Polonia y dividir Europa Oriental entre los círculos de influencia soviético y alemán. El Pacto Mólotov-Ribbentrop, que ha sido descrito como una licencia para la guerra, fue un factor clave en la decisión de Hitler de invadir Polonia.
El tratado otorgó a los soviéticos un espacio defensivo adicional en el oeste. También les ofreció la posibilidad de recuperar territorios cedidos a Polonia veinte años antes con el pretexto de así unir los pueblos ucranianos y bielorrusos orientales y occidentales bajo un gobierno soviético y, por primera vez, bajo un mismo Estado. Esto no era cierto ya que ambos pueblos formaron parte de la República de las Dos Naciones en su momento. El dictador soviético Iósif Stalin veía además ventajas en que se desatase una guerra en Europa Occidental, ya que podía debilitar a sus enemigos ideológicos y abrir nuevas regiones para el avance del comunismo.
Poco después de que los alemanes invadieran Polonia, el 1 de septiembre de 1939, los líderes nazis comenzaron a reclamar a los soviéticos a jugar su baza del Pacto Mólotov-Ribbentrop para que invadieran la parte oriental de Polonia. El embajador alemán en Moscú, Friedrich Werner von der Schulenburg, y el ministro de Asuntos Exteriores soviético, Viacheslav Mólotov, intercambiaron una serie de comunicados diplomáticos sobre el asunto.

Entonces Mólotov vino al lado político del asunto y declaró que el Gobierno soviético había tenido la intención de aprovechar la oportunidad del avance de tropas alemanas sobre Polonia para declarar que Polonia se deshacía y que era necesario que la Unión Soviética, en consecuencia, acudiera en ayuda de los ucranianos y bielorrusos «amenazados» por Alemania. Este argumento debía hacer que la intervención de la Unión Soviética fuera admisible desde el punto de vista de las masas y al mismo tiempo, evitar que la Unión Soviética diera el aspecto de agresor.
Friedrich Werner von der Schulenburg, embajador alemán en Moscú, en un telegrama al Ministerio de Asuntos Exteriores alemán.
Moscú, 10 de septiembre de 1939

Los soviéticos retrasaron su intervención por varios motivos. Se encontraban sumidos en disputas fronterizas con Japón, necesitaban tiempo para movilizar al Ejército Rojo y veían una ventaja diplomática en esperar a que Polonia se desintegrara antes de realizar algún movimiento. El 17 de septiembre de 1939, Mólotov declaró en la radio que todos los tratados entre la Unión Soviética y Polonia habían sido anulados debido a que "el gobierno polaco había abandonado a su pueblo y había dejado de existir, al exiliarse el gobierno polaco en un país neutral", Rumanía, y no en un país aliado como Reino Unido o República Francesa. Ese día, el Ejército Rojo cruzó la frontera polaca, comenzando la invasión.

## Campaña militar

Distintas nacionalidades dentro de Polonia antes de la Segunda Guerra Mundial:
Polacos
Bielorrusos
Alemanes
Lituanos
Ucranianos

El Ejército Rojo hizo su incursión por la zona de Kresy, al este de Polonia, con siete ejércitos de campaña y entre 450 000 y 1 000 000 de soldados. Estos ejércitos se agrupaban en dos «frentes» (equivalente soviético de un Grupo de Ejércitos): el Frente Bielorruso, bajo la dirección de Mijaíl Kovaliov, y el Frente Ucraniano, bajo las órdenes de Semión Timoshenko. Hasta ese momento los polacos no habían conseguido defender sus fronteras occidentales y, en respuesta a las incursiones alemanas, habían lanzado una contraofensiva de cierta importancia en la batalla de Bzura. El Ejército polaco tenía originalmente un plan defensivo bien desarrollado para combatir una posible invasión soviética pero no estaban preparados para plantar cara a dos invasiones simultáneas. En el momento en que los soviéticos invadieron el país, los comandantes polacos ya habían enviado a la mayor parte de sus tropas al oeste para enfrentarse a los alemanes, dejando así al este con una mínima protección de veinte batallones, que contaban con unos 20 000 soldados de defensa fronteriza (Korpus Ochrony Pogranicza en polaco), bajo la dirección del general Wilhelm Orlik-Rueckemann.
Al comenzar la invasión, el comandante en jefe polaco y mariscal de Polonia Edward Rydz-Śmigły, ordenó a las fuerzas fronterizas que prestaran resistencia ante la invasión soviética. Luego cambió su postura, tras consultar con el primer ministro Felicjan Sławoj Składkowski, ordenando retroceder y limitar los ataques a los soviéticos al caso de defensa propia.

Los soviéticos han entrado. Ordeno un repliegue general hacia Rumanía y Hungría por la ruta más corta. No luchéis contra los bolcheviques a no ser que os asalten o traten de desarmar vuestras unidades. Las tareas defensivas de Varsovia y otras ciudades que debían defenderse de los alemanes, quedan sin cambios. Las ciudades amenazadas por los bolcheviques deberían negociar la cuestión de retirar la guarnición hacia Hungría o Rumanía.
Edward Rydz-Śmigły, Comandante en Jefe del Ejército polaco.
17 de septiembre de 1939.

Las órdenes contradictorias condujeron a la confusión y cuando el Ejército Rojo atacó a las unidades polacas estallaron pequeñas batallas de forma inevitable. La respuesta de los no étnicamente polacos a la situación añadió una nueva complicación. En algunos casos, ucranianos, bielorrusos y judíos aplaudieron la entrada de las tropas soviéticas, consideradas libertadoras. La Organización de Nacionalistas Ucranianos se levantó contra los polacos y partisanos comunistas organizaron revueltas locales, como en Skidel.
El plan original de repliegue de los militares polacos consistía en retirarse y reagruparse en torno a la frontera rumana. La idea era adoptar posiciones defensivas en dicho lugar y esperar al ataque prometido por parte de franceses y británicos en el oeste. Este plan suponía que Alemania se vería obligada a limitar sus operaciones en Polonia para así poder combatir en un segundo frente. Los aliados esperaban que las fuerzas polacas resistieran durante varios meses pero el ataque soviético hizo que esta estrategia quedara obsoleta.
Los líderes políticos y militares polacos sabían que estaban perdiendo la guerra contra la Alemania Nacionalsocialista incluso antes de que la invasión soviética convirtiera la derrota en inevitable. Sin embargo, rechazaron rendirse o negociar la paz con Alemania. En cambio, el gobierno polaco pidió a todas sus unidades militares que evacuaran Polonia y se reunieran de nuevo en Francia. El gobierno se desplazó a Rumanía en la medianoche del 17 de septiembre de 1939 por el paso fronterizo de Zalischyky. Algunas unidades polacas continuaron maniobrando en el sudeste de Polonia, soportando ataques por parte de los alemanes en un frente mientras en el otro se enfrentaban a las tropas soviéticas. En los días que siguieron a la orden de evacuación, los alemanes derrotaron a los polacos en la batalla de Tomaszów Lubelski, del 17 al 20 de septiembre.

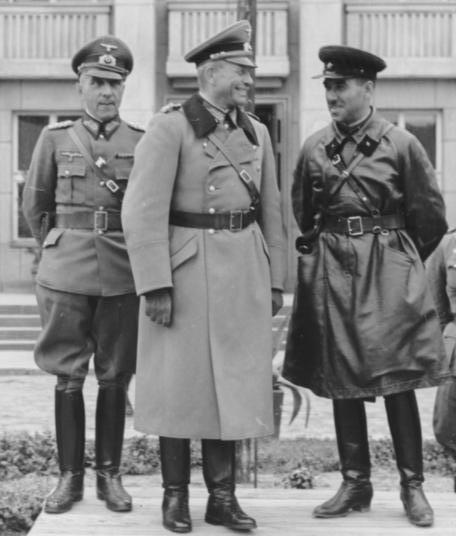
El general alemán Heinz Guderian y el Kombrig soviético Semión Krivoshéin durante el desfile conjunto alemán-soviético en Brest el 22 de septiembre de 1939.

Las unidades soviéticas a menudo se encontraban con que los alemanes avanzaban desde la dirección opuesta. Ocurrieron ejemplos notables de cooperación entre ambas. La Wehrmacht capturó la fortaleza de Brest con la ayuda de la 29.º Brigada de Tanques Soviética, tras la batalla de Brest Litovsk, el 17 de septiembre. El general alemán Heinz Guderian y el general de brigada soviético Semión Krivoshéin llevaron a cabo un desfile conjunto tras tomar Brest. Leopolis (o Lwów en polaco) se rindió el 22 de septiembre, días después de que los alemanes hubieran entregado el mando de las operaciones en la zona a los soviéticos. Fuerzas soviéticas tomaron Wilno el 19 de septiembre, tras una batalla de dos días de duración. El 24 de septiembre, tomaron Grodno, tras cuatro días de combates. Hacia el 28 de septiembre, el Ejército Rojo ya había alcanzado la línea de los ríos Narew, Bug Occidental, Vístula y San, que trazaban la frontera preacordada con los nazis.
A pesar de la victoria táctica polaca en la batalla de Szack el 28 de septiembre, la derrota estaba fuera de duda. Voluntarios civiles, milicias y unidades reorganizadas se replegaron hacia la capital, Varsovia. La Fortaleza Modlin, al norte de la capital, se rindió el 29 de septiembre, después de una intensa batalla de dieciséis días. El 1 de octubre, tropas soviéticas condujeron a unidades polacas a los bosques, en la batalla de Wytyczno, una de las últimas confrontaciones directas.
Varias guarniciones polacas aisladas lograron mantener sus posiciones durante mucho tiempo antes de ser derrotadas, la última unidad operacional del Ejército Polaco en rendirse fue el Grupo Independiente Operacional «Polesie» (Samodzielna Grupa Operacyjna «Polesie» en polaco) del general Franciszek Kleeberg. Kleeberg se rindió el 6 de octubre, tras cuatro días que duró la batalla de Kock, cerca de Lublin, terminando así con la Campaña de septiembre. Los soviéticos habían salido victoriosos. El 31 de octubre, Mólotov presentó un informe al Soviet Supremo: «Un golpe corto del Ejército alemán, y otro del Ejército Rojo, fueron suficientes para aniquilar esta fea criatura del Tratado de Versalles».

## Reacción aliada
La reacción de Francia y Reino Unido a la invasión de Polonia fue el silencio, ya que no deseaban ninguna confrontación con la URSS. Bajo los términos de la alianza militar anglo-polaca del 25 de agosto de 1939, los británicos habían prometido asistencia militar a Polonia si era atacada por una potencia europea. Pero cuando el embajador polaco Edward Raczyński recordó al secretario de Estado británico E. F. L. Wood lo firmado, este declaró tajante que no era una buena empresa para el Reino Unido declarar la guerra a la Unión Soviética. El primer ministro británico Neville Chamberlain consideró hacer público un compromiso de restaurar la estructura del Estado Polaco pero al final se limitó a emitir declaraciones de condena general.
Los franceses también habían adquirido compromisos con Polonia, incluyendo la provisión de ayuda aérea, que no fueron cumplidas. Una vez que los soviéticos invadieron Polonia, los franceses y los británicos decidieron que no había nada que pudieran hacer de inmediato, por lo que comenzaron a planificar una victoria a largo plazo. Los franceses habían avanzado de manera provisional en el Sarre a principios de septiembre pero después de la derrota polaca, se retiraron detrás de la Línea Maginot, a fecha de 4 de octubre. Muchos polacos se indignaron ante la falta de apoyo por parte de sus aliados occidentales, lo que creó un sentimiento de traición.

## Consecuencias

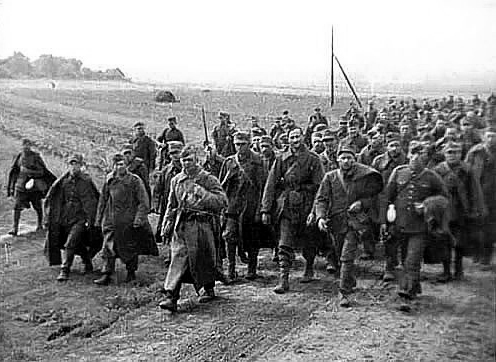
Prisioneros de guerra polacos capturados por el Ejército Rojo durante la invasión.

El 31 de octubre de 1939, en su intervención ante la sesión extraordinaria del Soviet Supremo de la URSS,  Mólotov declaró que la invasión había provocado un total de 737 muertes y 1862 heridos soviéticos, aunque las cifras polacas elevan los números hasta 3000 muertes y entre ocho mil y diez mil heridos. Así mismo afirmó que la invasión conjunta con la Alemania nazi de la Segunda República polaca consiguió liquidar «la monstruosa criatura del Tratado de Versalles que existía a costa de la opresión de etnias no polacas».
En el lado polaco, entre 6000 y 7000 soldados perecieron en los combates contra el Ejército Rojo, siendo apresados entre 230 000 y 450 000 hombres. Los soviéticos solían saltarse los términos de las rendiciones. En algunos casos, prometieron a los polacos la libertad si se rendían pero terminaron arrestándolos cuando depusieron las armas.

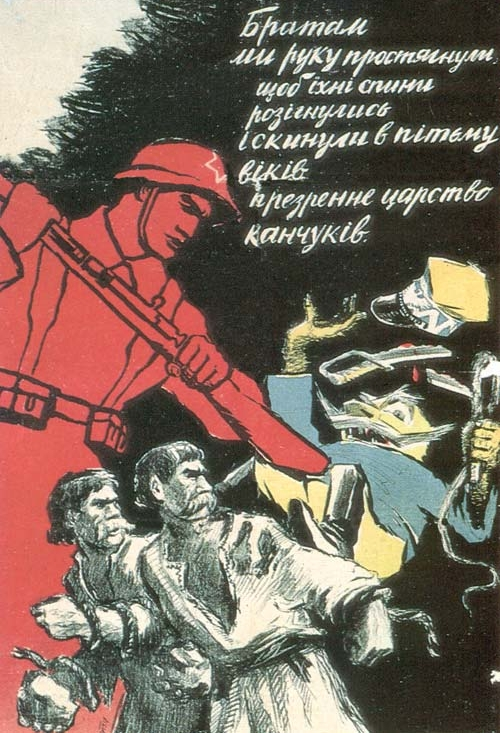
Cartel de propaganda soviético representando el avance del Ejército Rojo en Polonia como medio de liberación de los ucranianos del país. En el texto, en ucraniano se puede leer: «Estrechamos nuestra mano a nuestros hermanos para que así puedan levantarse y librarse del azote que ha durado los últimos siglos». El militar simboliza la liberación de los campesinos del yugo polaco, ya que está empujando a un «villano» vestido con uniforme militar polaco. Esto puede ser interpretado como una caricatura de Józef Piłsudski.

La Unión Soviética había dejado de reconocer al Estado Polaco cuando inició la invasión. Como resultado, los dos gobiernos nunca se declararon la guerra de forma oficial. Por este motivo, los soviéticos no trataron a los prisioneros militares polacos como prisioneros de guerra sino como rebeldes contra el nuevo gobierno de la Ucrania y Bielorrusia occidental. Los soviéticos mataron a decenas de miles de prisioneros de guerra polacos. Algunos, ejecutados en plena campaña, como el general Józef Olszyna-Wilczyński, capturado, interrogado y asesinado el 22 de septiembre. El 24 de septiembre, mataron a 42 personas, entre personal y pacientes, de un hospital militar polaco en el pueblo de Grabowiec, cerca de Zamość.
Los soviéticos ejecutaron a todos los oficiales que capturaron después de la batalla de Szack, a fecha de 28 de septiembre de 1939. Más de 20 000 personas, entre personal militar polaco y civiles, perecieron en la masacre de Katyn. Unos 300 polacos fueron ejecutados después de la batalla de Grodno.
Polacos y soviéticos restablecieron sus relaciones diplomáticas en 1941, siguiendo el Acuerdo Sikorski-Maiski, pero los soviéticos volvieron a romperlas en 1943 después de que el gobierno polaco demandara un examen independiente de las fosas comunes descubiertas en el bosque de Katyn. Entonces el gobierno soviético presionó a los Aliados Occidentales para que reconocieran al gobierno títere prosoviético de Wanda Wasilewska en Moscú.
El 28 de septiembre de 1939, la URSS y la Alemania nazi cambiaron en secreto los términos del Pacto Mólotov-Ribbentrop firmando el Tratado Germano-Soviético de Amistad, Cooperación y Demarcación. Pasaron a Lituania al círculo de influencia soviético y desplazaron la frontera en Polonia hacia el este, dando a Alemania un territorio mayor. Con este acuerdo, con frecuencia descrito como la cuarta partición de Polonia, la URSS se quedó con todo el territorio polaco situado al este de la línea descrita por los ríos Pisa, Narew, Bug Occidental y San. Esto proporcionaba un total de 200 000 kilómetros cuadrados, habitados por trece millones y medio de ciudadanos polacos.
El Ejército Rojo había sembrado la confusión entre los lugareños al asegurar que llegaban para salvar a Polonia de los nazis. Su avance sorprendió a los polacos y a sus líderes, que no habían recibido información sobre cómo responder ante una invasión de la URSS. Algunos ciudadanos polacos y los judíos quizás habrían preferido en un principio un régimen soviético antes que uno nazi. Los soviéticos impusieron su ideología, comenzaron a confiscar, nacionalizar y redistribuir todas las empresas de propiedad privada o estatal. Durante los dos años que siguieron a la invasión y anexión de Polonia, los soviéticos arrestaron a cien mil polacos. Debido a la falta de acceso a los archivos secretos soviéticos, durante muchos años después de la guerra las estimaciones del número de ciudadanos polacos deportados a Siberia desde las zonas de Polonia oriental, así como el número de los que perecieron bajo el dominio soviético, eran en gran medida conjeturas. En diversas obras se dio una amplia gama de cifras, entre 350 000 y 1 500 000 para el número de deportados a Siberia y entre 250 000 y 1 000 000 para el número de fallecidos, estas cifras incluían sobre todo a civiles. Con la apertura de los archivos secretos soviéticos después de 1989, la cifra más baja de estas estimaciones ha resultado ser la más cercana a la verdad. En agosto de 2009, con motivo del 70.º aniversario de la invasión soviética, el Instituto de la Memoria Nacional de Polonia anunció que sus investigadores habían reducido la estimación del número de personas deportadas a Siberia de un millón a 320 000, y estimaron que 150 000 ciudadanos polacos perecieron bajo el dominio soviético durante la guerra.

## Territorios de la II República Polaca anexionados por la URSS

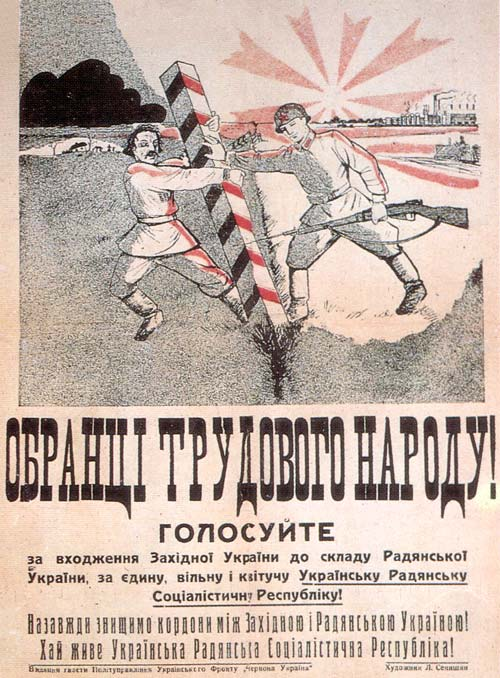
Propaganda en pro de la sovietización dirigida a la población de origen ucraniano en Polonia. En el cartel, escrito en ucraniano, se puede leer: «¡Electores de la clase trabajadora! ¡Votad a favor de la integración de la Ucrania polaca en la Ucrania Soviética! Por una Ucrania unida, libre y próspera. Destruyamos para siempre la frontera entre la Ucrania occidental y la Soviética. ¡Larga vida a la República Socialista Soviética de Ucrania!».

De los trece millones y medio de civiles que vivían en los territorios anexados por la URSS, los polacos eran el mayor grupo étnico pero los bielorrusos y ucranianos, en conjunto, representaban el cincuenta por ciento de la población. La anexión no dio a la Unión Soviética el control de todas las áreas donde vivían bielorrusos y ucranianos, ya que algunas quedaron en la zona alemana debido al movimiento de la frontera al este. De todos modos, la URSS consiguió unir a la mayor parte de ambos pueblos, expandiendo las Repúblicas Socialistas Soviéticas de Bielorrusia y de Ucrania.
El 26 de octubre de 1939 se llevaron a cabo «elecciones» en las asambleas de Bielorrusia y Ucrania para dar a la anexión una apariencia de legalidad. Los bielorrusos y ucranianos residentes en Polonia habían sido alienados por la política de polonización del Gobierno de Varsovia y por la represión contra los movimientos separatistas, por lo que sentían poca lealtad hacia el estado polaco. Sin embargo, no todos los bielorrusos y ucranianos vieron con buenos ojos la instauración del régimen soviético en Polonia, debido al resquemor por el Holodomor (hambruna en Ucrania) de comienzos de los años 1930. En general, los pobres recibieron bien a los soviéticos mientras que las élites tendieron a formar parte de la oposición, a pesar de apoyar la reunificación.
Los soviéticos pronto introdujeron políticas de sovietización en Bielorrusia y Ucrania occidental, incluso colectivizaciones masivas en toda la región. Eliminaron en forma implacable los partidos políticos y las asociaciones públicas y arrestaron o ejecutaron a sus líderes, acusándolos de «enemigos del pueblo». Las autoridades suprimieron la Organización de Nacionalistas Ucranianos, de carácter antipolaco y que resistía contra el estado polaco desde los años 1920. Pero a pesar del cambio de régimen, los nacionalistas ucranianos continuaron aspirando a un estado ucraniano independiente y unificado. 
Las unificaciones de 1939 fueron a pesar de todo un acontecimiento decisivo en la historia de Ucrania y de Bielorrusia porque sentaron la base territorial con la que las dos repúblicas alcanzarían la independencia en 1991, después de la caída de la Unión Soviética.

Desde que los zares comenzaran a extender su poder sobre Ucrania en 1654, los ucranianos han vivido en dos mundos distintos: uno dirigido por los rusos, y el otro por los polacos o los austriacos. Como resultado de la Segunda Guerra Mundial, la dicotomía entre el este y el oeste ucraniano ha dejado de existir, al menos a nivel político. El proceso de reunificación de las dos partes del pueblo ucraniano, que tanto tiempo llevaban separadas, no fue solo un aspecto del periodo que siguió a la II Guerra Mundial, sino que fue un evento muy significativo en la historia de Ucrania.
Orest Subtelny, historiador canadiense de ascendencia ucraniana.

## Censura
Los censores soviéticos suprimieron muchos de los detalles de la invasión de 1939 y de sus consecuencias. El Politburó calificó la operación como una «campaña de liberación» y la historiografía soviética y rusa actual siguen denominándola la «campaña polaca del Ejército Rojo». Las instituciones y publicaciones soviéticas no variarían esta postura. El 30 de noviembre de 1939, Stalin aseguró que no era Alemania quien había atacado a Francia y Reino Unido sino que eran Francia y Reino Unido quienes habían atacado a Alemania. En marzo de 1940, Mólotov aseguró que Alemania había tratado de negociar la paz pero que su propuesta había sido rechazada por los «imperialistas anglo-franceses». Todos los gobiernos soviéticos posteriores negaron la existencia del protocolo adicional secreto en el Pacto Ribbentrop-Mólotov, pero cuando el documento fue «encontrado» en los archivos soviéticos en 1989 la verdad se dio a conocer. La censura también se aplicó en la República Popular de Polonia para mantener la imagen de «amistad polaco-soviética», promovida por los dos gobiernos comunistas. La política oficial solo admitía que la campaña de 1939 sirvió para unir a los pueblos ucraniano y bielorruso y para liberar a los polacos del «capitalismo oligárquico». Las autoridades desanimaron todo estudio o enseñanza profunda sobre la materia. Sin embargo, varias publicaciones encubiertas (conocidas en polaco como Bibuła) profundizaron la cuestión, como hicieron otros medios de comunicación y la canción protesta de Jacek Kaczmarski.
El 24 de diciembre de 1989, el Congreso de los Diputados del Pueblo de la Unión Soviética condenó la firma del Protocolo adicional secreto del Pacto Ribbentrop-Mólotov, así como la de otros documentos secretos firmados entre la Unión Soviética y Alemania nazi aunque sin llegar a declarar como "ocupación" a la intervención militar soviética de 1940 como sí lo han calificado en Estonia, Letonia, y Lituania.